# Mercedes-Benz EQ
Mercedes-Benz EQ to submarka Mercedes-Benz, pod którą oferowane są pojazdy, rozwiązania techniczne i usługi z zakresu elektromobilności. Pierwszym modelem submarki EQ jest SUV EQC, którego seryjną wersję zaprezentowano w 2018 roku.
W 2019 roku pod marką EQ zadebiutował też model EQV, czyli w pełni elektryczna odmiana Klasy V, oraz samochód pokazowy EQS.
Do końca 2020 roku portfolio Mercedes-Benz ma obejmować 5 modeli EQ z napędem w 100% elektrycznym oraz ponad 20 hybryd plug-in, oznaczonych dopiskiem "EQ Power". Należą do nich zarówno pojazdy z silnikami benzynowymi (np. GLC 300 e), jak i wysokoprężnymi (np. GLE 350 de).